# Норт Бенд (Охајо)
Норт Бенд (енгл. North Bend) град је у америчкој савезној држави Охајо.

## Демографија
По попису из 2010. године број становника је 857, што је 254 (42,1%) становника више него 2000. године.
| Група             | 2000.       | 2010.       |
| Белци             | 602 (99,8%) | 832 (97,1%) |
| Афроамериканци    | 1 (0,2%)    | 5 (0,6%)    |
| Азијати           | 0 (0,0%)    | 4 (0,5%)    |
| Хиспаноамериканци | 0 (0,0%)    | 10 (1,2%)   |
| Укупно            | 603         | 857         |